# Asahi Linux
Pour les articles homonymes, voir Asahi.
 (décembre 2022).
Si vous disposez d'ouvrages ou d'articles de référence ou si vous connaissez des sites web de qualité traitant du thème abordé ici, merci de compléter l'article en donnant les références utiles à sa vérifiabilité et en les liant à la section « Notes et références ».
Asahi Linux est un projet de portage via rétro-ingénierie, visant à développer la prise en charge de Linux sur les Macs utilisant une puce Apple Silicon, leur permettant de l'exécuter en plus de macOS. Le projet de conception du logiciel est lancé et dirigé par Hector Martin. Les travaux débutent en 2021, quelques mois après l'annonce officielle d'Apple de transition des Macintosh vers l'ARM avec des puces Apple Silicon. Une première version Alpha est publiée en 2022. Le projet est rendu difficile par le manque de documentation accessible au public du micrologiciel propriétaire d'Apple,. La distribution du projet, compile les pilotes matériels avec une base Fedora Linux.

## Histoire
Peu de temps après l'annonce d'Apple du remplacement des processeurs Intel x86 fin 2020, le créateur de Linux, Linus Torvalds exprime son intérêt pour supporter Linux pour le Mac Apple M1, tout en exprimant que le travail pour y parvenir prendrait trop de temps pour qu'il le porte personnellement.
Hector Martin annonce le projet en décembre 2020 et débute officiellement le développement un mois plus tard après le succès d'un financement participatif. Alyssa Rosenzweig, qui est à l'origine du développement du pilote graphique open source Panfrost, rejoint le projet pour aider à prendre en charge l'unité de traitement graphique (GPU) des puces Apple Silicon.
Asahi Linux utilise une partition minimale qui simule macOS (exigé par l'amorceur) afin de lancer U-Boot, puis GRUB. Le développement dure la majeure partie de l'année, y compris la soumission de demandes de modification aux principaux développeurs du noyau Linux pour maintenir la synchronisation du développement et d'éviter les régressions. Il aboutit à une documentation complète et détaillée du processus de démarrage, jusqu'alors non documenté.
La version Alpha du programme d'installation est publié début 2022. Il offre le choix entre un bureau basé sur Fedora avec l'environnement de bureau KDE, un environnement minimal ou un environnement UEFI pour installer d'autres distributions Linux ou OpenBSD avec prise en charge de l'Apple Silicon via une clé USB ou DVD amorçable.
Bien qu'il soit possible de lancer un Shell UEFI, le démarrage de Windows n'est pas pris en charge et il n'est pas prévu de le faire, car cela impliquerait de modifier le noyau propriétaire de Windows. D'autres projets qui tentent d'étudier un portage possible de Windows sur ces systèmes rencontrent des obstacles critiques liés à la gestion par Windows du Contrôleur d'Interruption Apple (AIC) propriétaire et aux pages de 16 Ko trouvées uniquement sur l'IOMMU (Input-Output Memory Management Unit).
En août 2023, l'équipe s'associe au projet Fedora pour publier le Fedora Asahi Remix, qui remplace la distribution originale basée sur Arch Linux en tant que système d'exploitation phare. Le but affiché par le projet est d'ajouter le support à Linux en amont et qu'une distribution spécifique ne soit plus nécessaire.
Le 11 février 2025, Hector Martin annonce son retrait du projet citant comme raisons un burnout à la suite des importantes difficultés avec l'intégration du langage Rust dans le noyau Linux. Il passe alors le flambeau de la direction du projet au comité d'Asahi Linux constitué des principaux contributeurs du projet.

## Support matériel
L'accélération graphique est supportée via OpenGL 4.6 pour les GPUs des puces des séries M1 et M2.
Tout en utilisant initialement l'implémentation du pilote Panfrost, le projet Asahi Linux utilise également des API fondées sur Gallium3D et Rust pour le développement de pilotes. Vulkan et OpenCL sont pris en charge expérimentalement. La sortie vidéo HDMI n'est prise en charge que sur le Mac Mini Apple Silicon, et la sortie vidéo Thunderbolt ne l'est pas. L'audio est supporté avec un connecteur jack. Les pilotes Wi-Fi et Bluetooth sont fonctionnels.
Le noyau est compilé avec des pages mémoire (en) de 16 ko et le pilote GPU supporte des pages de 4 ou 16 ko.